# Obeidia diversicolor
Obeidia diversicolor är en fjärilsart som beskrevs av W. Warren 1901. Obeidia diversicolor ingår i släktet Obeidia och familjen mätare. Inga underarter finns listade i Catalogue of Life.